# Поцо (Пескара)
Поцо (итал. Pozzo) је насеље у Италији у округу Пескара, региону Абруцо.
Према процени из 2011. у насељу је живело 97 становника. Насеље се налази на надморској висини од 148 м.